# دالبرت هنریکه
دالبرت هنریکه چاگاس استاوائو (پرتغالی: Dalbert Henrique Chagas Estevão؛ زادهٔ ۸ سپتامبر ۱۹۹۳) بازیکن فوتبال اهل برزیل است.
از باشگاه‌هایی که در آن بازی کرده‌است می‌توان به ویتوریا گیمارش، نیس ،اینتر میلان ،فیورنتینا و رن اشاره کرد.